# Johan Carlsson (1864–1933)
Johan Carlsson, född 11 augusti 1864 i Grava församling, Värmlands län, död 27 juni 1933 i Gillberga församling, Värmlands län, var en svensk godsägare och riksdagsman (högern).
Carlsson var ledamot av riksdagens första kammare från 1913, invald i Värmlands läns valkrets.